# Universal Genève
Universal Genève SA es una empresa suiza dedicada a la fabricación de relojes de lujo, fundada en 1894 como Universal Watch. En el año 2023 pasó a ser una filial de Breitling S.A. Desde sus inicios, la firma ha producido relojes completos con movimientos de fabricación propia. Junto con otras empresas vecinas de Ginebra (como Audemars Piguet, Girard-Perregaux, Patek Philippe y Rolex), Universal es reconocida internacionalmente por su estilo de artesanía como manufactura. Históricamente, la empresa se hizo conocida por crear el primer cronógrafo en 1917.

## Historia

### 1894-1930: Orígenes
Fundada y con sede por un breve período en Le Locle, el cofundador Ulysse Perret trasladaría Universal a Ginebra en 1919, consolidando el estatus de la empresa como una marca de Ginebra. Durante la época de la empresa en Le Locle (región de Neuchâtel), cuando era mucho más pequeña, Perret había registrado la compañía como "Universal Watch" en 1894 con su compañero de clase Numa-Emile Descombes, ambos estudiantes de cronometría en ese momento. Aunque Universal comenzó solo como fabricante y minorista de cajas, coronas, diales y movimientos, la empresa, bajo la dirección de Perret y Descombes, patentó el primer reloj con indicación de 24 horas de la marca.
Tras la muerte de Descombes en 1897 a la edad de 34 años, Perret contrató a Louis Edouard Berthoud como cofabricante de complicaciones relojeras, y ambos operaron brevemente bajo el nombre registrado de Perret & Berthoud antes de cambiarse a Universal Watch et Company (UWEC) Genève, Ltd. después de mudarse a Ginebra. Bajo ambas marcas comerciales, ambos relojeros crearon varios relojes de bolsillo y relojes de trinchera para ambos bandos durante la Primera Guerra Mundial. En 1925, el dúo creó el primer reloj automático patentado de la marca llamado Auto Rem, un reloj de pulsera para hombre con forma de octágono con agujas en forma de rombo y un movimiento de 15 rubíes.
Tras la muerte de Perret en 1933, su hijo se haría cargo de la gestión de la firma, y Universal seguiría siendo una empresa familiar durante treinta años más.

### Década de 1930-1950: La era del cronógrafo y el "Watch Couturier"

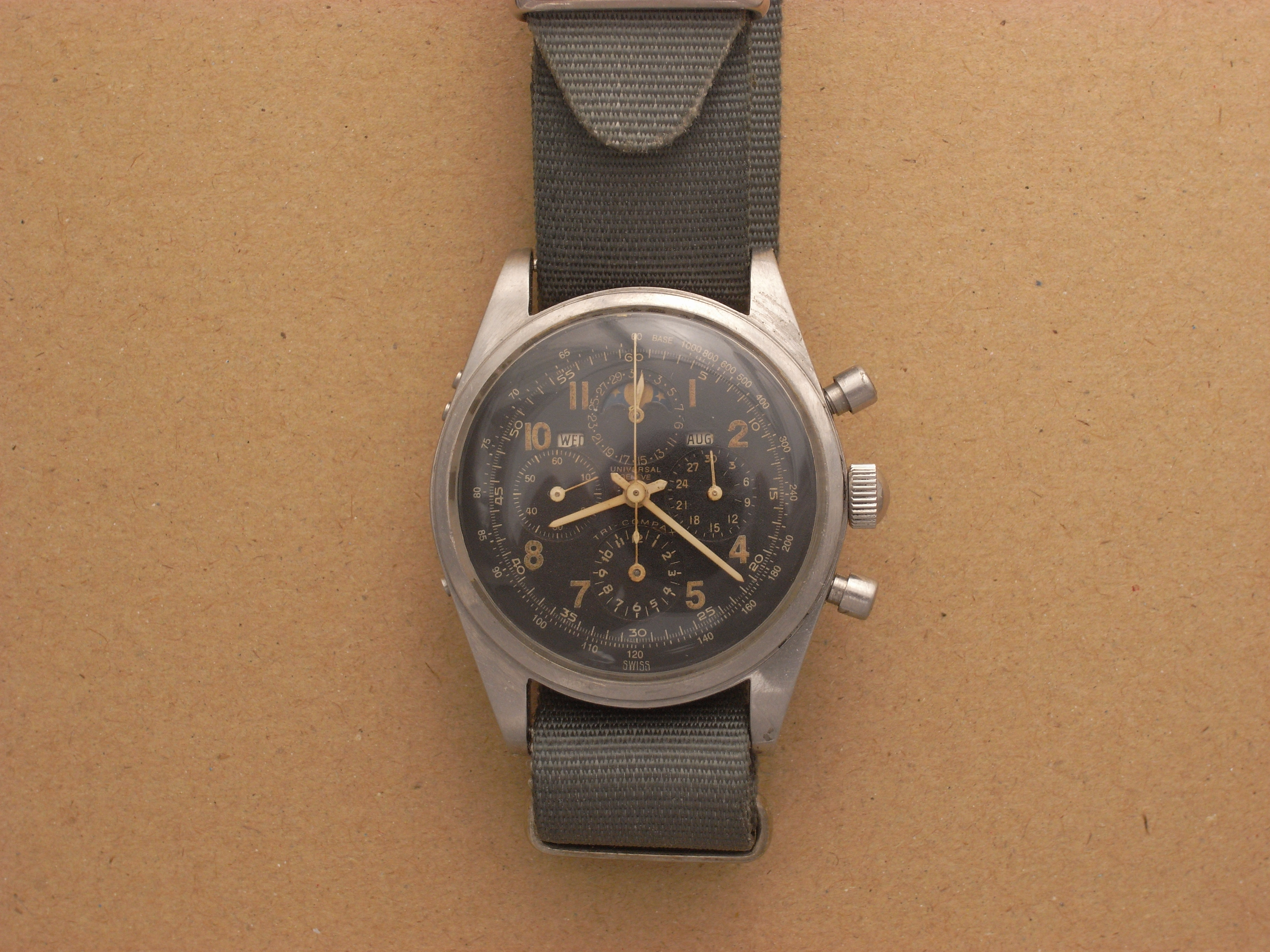
Cronógrafo UG Tri-Compax

Después de que durante la Primera Guerra Mundial el reloj de bolsillo comenzara a perder utilidad en favor del reloj de pulsera, más práctico, Universal aprovechó la oportunidad creando el modelo Compur en 1933 y el Aero Compax ("Cronógrafo compacto de aviador") en 1936, poco antes del comienzo de la Segunda Guerra Mundial. Además de su cronometraje automático de "barrido suave", el Compax también estaba equipado con un dispositivo de parada del segundero incorporado que lo convertía en un modelo adecuado para los soldados durante los ejercicios de adiestramiento y el combate. El Compax se produjo en muchas variantes, incluidas las de fase lunar, Medico, Tri-, Uni- y Master Vortex.
Durante el mismo período, Universal colaboró brevemente con la marca parisina de alta costura Hermès, y diseñó los cronógrafos Pour Hermès ("Para Hermès"), que presentaban registros de botón cuadrado, telémetros y tacómetros, un movimiento que contenía una espiral Breguet y una esfera con números arábigos. La sede parisina de Hermès actuaría a su vez como un importante centro de ventas para todos los relojes de la marca Universal en Europa hasta la década de 1950, mientras que la Henri Stern Watch Agency en Manhattan, la distribuidora estadounidense de Patek Philippe, sería el distribuidor oficial de Universal Genève en América del Norte.
La popularidad de Universal con los cronógrafos llamó la atención de funcionarios gubernamentales de alto rango en toda Europa, incluida la Monarquía de los Países Bajos, que otorgó a la marca suiza una autorización real en 1939 para emitir un reloj militar para el ejército de la nación, con las iniciales de la entonces reina Guillermina en relieve en la esfera. El ejército holandés utilizó este reloj hasta que la Alemania nazi bombardeó Róterdam en mayo del mismo año y ocupó los Países Bajos hasta 1945.
Para las mujeres civiles de esa época, Universal distribuyó el reloj art déco "Couture Diamond", que presentaba una esfera de nácar bordeada de diamantes y fabricada en oro, acero inoxidable o platino. El reloj de pulsera femenino, que le valió a Universal Genève el título de "modisto de relojes", se vendía en boutiques de lujo de todo el mundo, y era muy popular entre actrices, miembros de la alta sociedad y esposas de líderes mundiales.
La empresa Martel Watch Company de Les Ponts-de-Martel había suministrado movimientos para muchos de los cronógrafos de Universal Genève desde 1918, y Universal adaptó las complicaciones como Cal 285. Sin embargo, los mecanismos serían rebautizados como Zenith 146, 146D y 146H cuando el fabricante de relojes Zenith de Le Locle adquirió Martel, y de forma efectiva todas sus patentes, en 1960.

### Década de 1950 y 1960: relojes automáticos Microtor

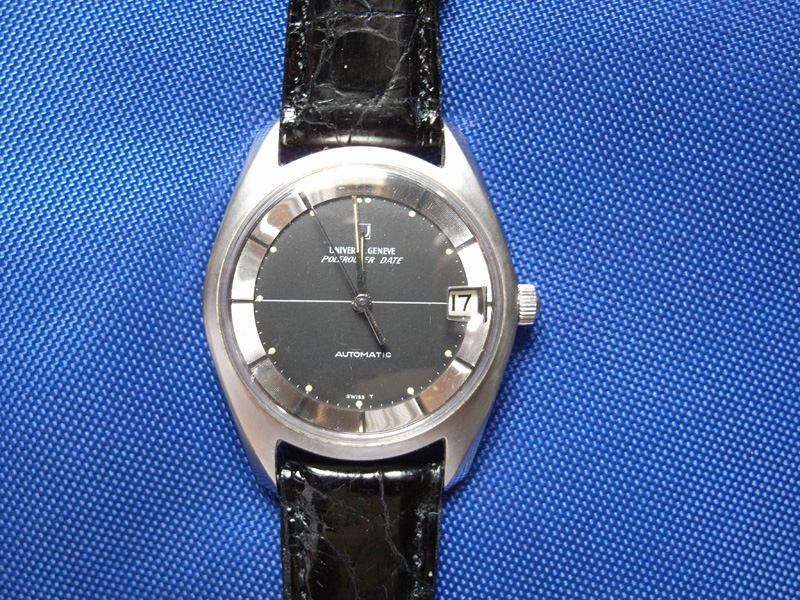
UG Polerouter Automático Calendario

Podría decirse que el reloj Universal más conocido de la era de posguerra fue el Polerouter. Diseñado por Gérald Genta, se produjo originalmente como Polarouter en 1954, apareciendo con un movimiento Bumper Cal 138SS, que al año siguiente fue reemplazado por el innovador movimiento microtor Cal 215 que, con cambios menores y un cambio de nombre (de Polarouter a Polerouter, en 1955), se produjo hasta finales de 1969. En sus primeros quince años de producción, el reloj se fabricó en muchas variantes, incluidos los Polerouter de luxe, Polerouter Jet, Polerouter Super, Polerouter Genève, Polerouter Compact, Polerouter "NS", Polerouter III y el reloj de buceo Polerouter Sub. La durabilidad del Polerouter bajo temperaturas extremas y altitudes variables lo convirtió en el reloj preferido entre los pilotos de la compañía Scandinavian Airlines que realizaban vuelos sobre el ártico. La aclamación mundial del Polerouter Date fue comparable a la reputación de los relojes automáticos de Ginebra similares, como el Rolex Oyster Date y el Omega Seamaster Date.

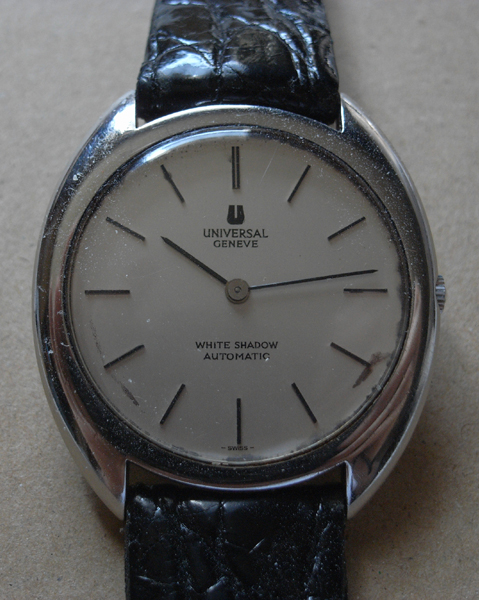
UG White Shadow Automático

La serie Shadow se produjo por primera vez en 1965 y eran los movimientos automáticos más delgados de la época, con un grosor de solo 2,3 mm. Este récord se mantuvo hasta 1978. Los Shadow también fueron diseñados por Genta y estaban disponibles en oro blanco y amarillo de 18 quilates como Golden Shadow, en dorado como Gilt Shadow y en acero inoxidable como White Shadow. Los relojes de la serie Shadow contenían el movimiento de micro rotor Calibre 66 hasta mediados de los años 1970.

### Década de 1970-1980: crisis del cuarzo
Durante la década de 1970, Universal había sido una de las pocas marcas de relojes suizos que introdujo un movimiento de cuarzo y eliminó gradualmente los modelos automáticos, coincidiendo con una era que ahora se conoce como la crisis del cuarzo. Si bien la empresa continuó utilizando plata, oro, platino y diamantes para sus diales, cajas, correas y brazaletes, el cambio a los movimientos de cuarzo fue una alternativa rentable a las complicaciones automáticas, que eran considerablemente más caras y requerían más tiempo de producción, y no podían competir con el crecimiento de la producción en masa de movimientos electrónicos.
Dado que la innovación de la tecnología de cuarzo se había originado en Japón, Universal comenzó a centrar la mayor parte de su atención en el mercado asiático de relojes, ya que una parte significativa de los ingresos de la empresa ya se centraban en Hong Kong. Aunque Forbes todavía clasificaba a Universal (en precio) al nivel de Corum, IWC y Rolex, y como más cara que Omega, Longines y Baume & Mercier, las estrategias de marketing internacional y la adopción de movimientos de cuarzo resultaron económicamente devastadoras para la marca, causando la pérdida de capital entre las sociedades de su grupo, y afectando negativamente al prestigio y popularidad de la propia marca.

### Década de 1990-2023: resurgimiento
Después de un período difícil en los años 1980 y 1990, Universal Genève lanzó una serie de relojes con un nuevo calibre de microrotor que retomaba el éxito anterior de la empresa. Aunque todavía tiene su sede en Ginebra, la firma fue adquirida en 1989 por la compañía de inversión Stelux Holdings International, Ltd. (con sede en Hong Kong), que también es propietaria de Cyma, otro fabricante de relojes suizos de alta gama cuyas patentes habían sido propiedad de Universal desde 1918. A finales de la década de 1960 y principios de la de 1970, Universal era propiedad de Bulova (con sede en Nueva York), una adquisición que amplió la fama de la manufactura en los mercados japonés y norteamericano, y condujo a colaboraciones estilísticas con otras firmas de relojes o joyas, como Tiffany, Cartier y Movado.
A partir de 2011, Universal es un miembro activo de la Fédération de l'industrie horlogère suisse, mantiene tres oficinas en Suiza y supervisa al fabricante de relojes Cyma, con sede en La Chaux-de-Fonds.

### 2023 en adelante: Breitling
El 12 de diciembre de 2023 se anunció que Stelux Holdings había vendido Universal Genève a Breitling S.A..

## Usuarios notables
Muchas celebridades, escritores, ejecutivos de negocios y diplomáticos de todo el mundo han tenido relojes Universal Genève contemporáneos y antiguos:

### Negocios y medios de comunicación
A finales de la década de 1990, el ilustrador de Playboy, LeRoy Neiman, apareció en una campaña impresa que promocionaba Universal Genève, con Neiman retratado en su estudio luciendo un Universal Genève Golden Janus y sus pinturas al óleo exhibidas en primer plano.
En su libro, Marking Time: Collecting Watches and Thinking about Time, el editor en jefe de Simon & Schuster, Michael Korda, recordó haber recibido un Universal Genève Tri-Compax de su tío mientras asistía a Le Rosey (un internado suizo), y citó a la marca como el origen de su interés por los relojes.

### Diplomacia y política
El 29 y 41 presidente argentino, Juan Domingo Perón, era portador de un Universal Tri-Compax, al igual que el 33 presidente de los EE. UU., Harry S. Truman, quien lució el popular modelo en la Conferencia de Potsdam. El 45 presidente de los EE. UU., Donald Trump, poseía un reloj Universal Genève Senna antes de donarlo a Antiquorum para fines caritativos. El 40 presidente de la República Dominicana, Héctor Trujillo, poseía un Universal Genève de oro rosa y esmalte, aparentemente recibido como un obsequio diplomático.
Debido a la neutralidad perpetua de Suiza durante la Segunda Guerra Mundial, los productos origen suizo se habían exportado a compradores internacionales sin ninguna base en la alianza, reputación o posición política de su país en el mundo. Aunque Hermann Göring poseía muchas marcas diferentes de relojes, el jerarca nazi había entregado su Universal Genève Compax al teniente de la guardia de los Juicios de Núremberg, Jack Wheelis, la noche anterior a su ejecución programada. Aunque la familia de Wheelis sostuvo que el regalo fue un gesto amistoso, los historiadores han atribuido durante mucho tiempo que el reloj de pulsera pudo servir de soborno para que Göring consiguiera la píldora de cianuro que ingirió para suicidarse y evitar morir ahorcado.
Fernando Aubel, ex General de la Fuerza Aérea de Chile (1978-1990) bajo el mando del dictador militar Augusto Pinochet, recordó haber recibido un reloj de pulsera cronómetro Universal Genève cuando era joven y que usó toda su vida, según relató en sus memorias personales.
La extensa colección de relojes del depuesto presidente de Irak, Sadam Huseín, incluía modelos de Universal Genèves. Muchas de las piezas estaban personalizadas con su rostro y el escudo de la nación en la esfera, y se regalaron a dignatarios visitantes.

### En el cine
El escritor, poeta, y cineasta francés, expresidente del Festival de Cannes, Jean Cocteau, era un admirador declarado del estilo de fabricación de Universal Genève, y una serie limitada de relojes Universal con tourbillon tenía versos grabados de los poemas de Cocteau.
Jon Voight tenía un Compax personalizado y Joan Rivers tenía un Golden Shadow, antes de que ambos actores donaran sus relojes a Antiquorum.
El actor y comediante Jerry Lewis tenía y lucía un reloj de vestir Universal Genève en la década de 1970.

### En la música
El astro del rock and roll Elvis Presley tenía un reloj de vestir Universal Genève de oro de 14k que le regaló a su médico personal en Las Vegas en la década de 1970.
El músico de rock inglés Eric Clapton lució un Tri-Compax con "esfera panda" durante sus años con la banda de rock Cream a mediados y finales de los años 60, lo que llevó a que este modelo en particular fuera apodado "Eric Clapton".

### Deporte
La modelo finlandesa Nina Rindt, esposa, y luego viuda, del campeón mundial de pilotos Fórmula 1 de 1970, Jochen Rindt, fue vista y fotografiada a menudo con un Compax con "esfera panda" (subesferas negras sobre una esfera principal blanca) en el pit lane de las carreras de Fórmula Uno. Esa variación del Compax ha sido denominada "reloj Nina Rindt" en su honor, y su modelo complementario, el "panda invertido" (con subesferas blancas sobre una esfera principal negra), ha recibido desde entonces, en el léxico de los coleccionistas de relojes, el apodo correspondiente de "Evil Nina".
Los relojes deportivos Universal "Ayrton Senna" cronógrafo de 1997 y 1998 recibieron el nombre de otro campeón mundial de pilotos de Fórmula 1, Ayrton Senna. Como el reloj de edición limitada lleva el nombre de Senna, las ganancias de las ventas se destinaron a ser donadas al Instituto Ayrton Senna, una organización benéfica contra la pobreza fundada por su hermana, Vivianne.

## Precio y valor
Bloomberg Businessweek citó el valor de mercado de la mayoría de los relojes Universal Genève de la década de 1960 como aproximadamente de entre 2.500 y 3.500 dólares (cifras ajustadas a la inflación de 2010).
Entre los relojes más raros y más caros de Universal Genève se incluye el 'Golden Janus', una edición conmemorativa de 1994 del Cabriolet de la década de 1930, que se limitó a 10 ejemplares y se vendió por más de 50.000 dólares en una subasta.
El 'A. Cairelli Rattrapante' de Universal Genève, un cronógrafo de aviador, consta de una esfera de 24 horas con un registro de 16 minutos. Fabricado en Roma, el reloj de pulsera se produjo solo esporádicamente entre 1939 y 1945 y originalmente estaba destinado a la Real Fuerza Aérea Italiana (Regia Aeronautica Italiana). En comerciantes privados y casas de subastas como Sotheby's y Christie's, los "Cairellis" de Universal Genève se han vendido por un valor estimado de entre 90.000 y 130.000 dólares.